# Мандриченко, Иван Иванович
Ива́н Ива́нович Мандриче́нко (рум. Ivan Mandricenco; 18 июня 1965) — советский и российский футболист, полузащитник, ныне молдавский тренер.

## Карьера

### Игрока
C 1982 по 1985 год играл за тираспольский «Автомобилист», в 81 матче первенства СССР забил 2 гола. С 1988 по 1991 снова выступал за тираспольский клуб, который за это время неоднократно менял названия, успев побывать «Текстильщиком», «Тирасом» и «Тилигулом». В этот период провёл в союзном первенстве 128 игр, в которых забил 1 гол.
В 1992 году продолжил карьеру в славянской «Ниве», сыграл 15 матчей и забил 6 мячей в российском первенстве, после чего перешёл в «Кубань», в составе которой дебютировал в Высшей лиге России, провёл 3 встречи: против «Океана», ставропольского «Динамо» и «Уралмаша».
Сезон 1993 года снова начал в «Ниве», сыграл 4 встречи, после чего снова оказался в «Кубани», где провёл 12 игр и забил 1 гол, после чего перешёл в украинское «Динамо» из Хмельницкого, за которое сыграл 13 матчей.

### Тренера
С февраля 2006 до 2008 года возглавлял клуб чемпионата Молдавии «ЦСКА-Стяуа». Сейчас[уточнить] работает с юношеской (до 17 лет) командой в клубе «Дачия-2» Буюкань, являющемся фарм-клубом кишинёвской «Дачии».